# 拉伊鎮區 (北達科他州大福克斯縣)
拉伊鎮區（英語：Rye Township）是位於美國北達科他州大福克斯縣的一個鎮區。

## 地方資料
拉伊鎮區的面積為86.34平方千米，皆為陸地。根據2020年美國人口普查的數據，當地共有人口406人，而人口密度為每平方千米4.7人。